# محمدعلی مرادپور
محمدعلی مرادپور عضو تیم ملی قایقرانی ایران در دوره‌های نهم الی یازدهم مسابقات قهرمانی آسیا.

## نهمین دوره مسابقات قهرمانی آسیا(۱۳۸۱–۲۰۰۲)دریاچه آزادیتهران-ایران
تورینگ دونفره ۱۰۰۰متربزرگسالان- علیرضا محمدی و محمدعلی مرادپور- مدال طلا
تورینگ دونفره ۵۰۰متربزرگسالان- علیرضا محمدی و محمدعلی مرادپور- مدال طلا

## یازدهمین دوره مسابقات قهرمانی آسیا(۱۳۸۴–۲۰۰۵)مالزی
کایاک چهارنفره ۵۰۰متر بزرگسالان- رضا رئیسی، یاسرهدایتی، عباس صیادی و محمدعلی مرادپور- مدال نقره